# کلادنتس (استان خاسکوو)
کلادنتس (به بلغاری: Kladenets) یک منطقهٔ مسکونی در بلغارستان است که در شهرستان استامبولوو واقع شده‌است.